# Sebastiano Veniero (sous-marin, 1918)
Pour les articles homonymes, voir Sebastiano Veniero (sous-marin).
Le Sebastiano Veniero est un sous-marin italien, de la classe Barbarigo, construit à la fin de la Première Guerre mondiale pour la Marine royale italienne.
Le nom du sous-marin est un hommage à Sebastiano Veniero (1496-1578), 86e doge de Venise, qui était le capitaine général Da Mar et a organisé la campagne navale qui a abouti à la bataille de Lépante, à laquelle il a participé à l'âge de 75 ans.

## Caractéristiques
La classe Barbarigo déplaçaient 796,6 tonnes en surface et 926,5 tonnes en immersion. Les sous-marins mesuraient 67 mètres, avaient une largeur de 5,9 mètres et un tirant d'eau de 3,81 mètres. Ils avaient une profondeur de plongée de 50 mètres. Leur équipage comptait 40 officiers et soldats.
Pour la navigation de surface, les sous-marins étaient propulsés par deux moteurs diesel FIAT de 2 600 chevaux-vapeur (cv) (1 910 kW), chacun entraînant un arbre d'hélice. En immersion, chaque hélice était entraînée par un moteur électrique de 650 chevaux-vapeur (478 kW). Ils pouvaient atteindre 16,8 nœuds (31,1 km/h) en surface et 9,3 nœuds (17,2 km/h) sous l'eau. En surface, la classe Barbarigo avait une autonomie de 1 850 milles nautiques (3 426 km) à 9,3 noeuds (17,2 km/h); en immersion, elle avait une autonomie de 160 milles nautiques (296 km) à 1,6 noeuds (2,9 km/h).
Les sous-marins étaient armés de six tubes lance-torpilles de 45 centimètres, quatre à l'avant et deux à l'arrière, pour lesquels ils transportaient un total de 10 torpilles. Ils étaient également armés d'un canon de pont de 76/40 Model 1916 à l'avant de la tour de contrôle (kiosque) et un canon de pont 76/30 Model 1914 à l'arrière de la tour de contrôle pour le combat en surface.

## Construction et mise en service
Le Sebastiano Veniero est construit par le chantier naval Cantiere navale del Muggiano de La Spezia en Italie, et mis sur cale le 21 octobre 1915. Il est lancé le 7 juillet 1918 et est achevé et mis en service le 29 avril 1919. Il est commissionné le même jour dans la Regia Marina.

## Histoire du service
Le Sebastiano Veniero n'est entré en service qu'en avril 1919, plusieurs mois après la fin de la Première Guerre mondiale. Il ne devient opérationnel que le 21 janvier 1921.
Le Veniero a eu une vie courte et une fin tragique. De 1921 à 1925, il est employé à l'entraînement en mer Tyrrhénienne, effectuant plusieurs croisières d'entraînement au large de la Sardaigne, de la Ligurie et de l'île d'Elbe.
Le 24 août 1925, il appareille de Portoferraio (île d'Elbe) avec 48 hommes à bord, dont 9 cadets torpilleurs et motoristes, sous le commandement du capitaine de frégate Paolo Vandone, pour participer à un exercice. Il doit être en embuscade entre le cap Passero et le cap Murro di Porco. Cependant, après le départ, le sous-marin a disparu.
Quelques jours après la disparition, on apprend qu'une collision s'est produite à 6h45 du 26 août, entre le navire à vapeur Capena (appartenant à la Società di Navigazione Roma) et un objet immergé, au large du cap Passero.
Sur ordre de Costanzo Ciano, ministre des Communications, le Capena, qui entre-temps a atteint Londres, est mis en cale sèche et sa coque est soumise à une expertise par des techniciens de la Regia Marina. De cette analyse, il en ressort que la coque présente plusieurs creux, en correspondance desquels il y a des restes de bronze du même type utilisé dans la construction de certaines parties du Veniero. La Società di Navigazione Roma et le commandant du navire ont été inculpés pour ne pas avoir donné avis de la collision, mais ils sont acquittés, car le Capena se trouvait en dehors des zones où la navigation était interdite pour les exercices, et rien n'avait été vu de l'intérieur du navire, malgré les excellentes conditions de visibilité.
Il est probable que le Veniero soit venu à la surface à l'initiative du commandant Vandone (aucune manœuvre de ce type n'était en fait prévue dans les ordres), probablement pour permettre aux 9 cadets à bord d'acquérir plus d'expérience avec le sous-marin. Et à ce moment, alors qu'il était juste sous la surface, il a été éperonné par le Capena.
Avec la disparition du Veniero, décèdent le commandant Vandone, 4 autres officiers, 10 sous-officiers et 33 sous-capitaines, marins et cadets.
La perte du Veniero a suscité un étonnement non négligeable dans l'opinion publique italienne.
Connue depuis longtemps (au moins depuis les années 70) par les pêcheurs, l'épave du sous-marin est identifiée en 1993,,. Il se trouve à environ 5 milles nautiques de Portopalo di Capo Passero, à une profondeur comprise entre 49 et 55 mètres,.